# Lissonota sheni
Lissonota sheni là một loài tò vò trong họ Ichneumonidae.